# Thomas Howard
Thomas Howard, IV duque de Norfolk (Kenninghall, 10 de marzo de 1536-Londres, 2 de junio de 1572) fue un noble inglés, también I conde de Southampton.
Hijo del poeta Henry Howard, conde de Surrey, fue educado por John Foxe, martirologista protestante. Su padre católico, ejecutado por Enrique VIII en enero de 1547, falleció antes que su abuelo, por lo que heredó el ducado de Norfolk tras la muerte de Thomas Howard, III duque de Norfolk, en 1554.
Norfolk era primo segundo de la reina Isabel I de Inglaterra por línea materna, y le fue confiado un cargo público pese a la historia de su familia y, a pesar de que declaraba ser protestante, de su apoyo previo al catolicismo.

## Matrimonios y conspiraciones

### Primer matrimonio
La primera esposa de Norfolk fue Mary FitzAlan, quien tras la muerte de su hermano Henry en 1556 heredó el condado de Arundel de su padre Henry FitzAlan, decimonoveno conde de Arundel. Ella murió tras un año de matrimonio, habiendo dado a luz un hijo, Felipe Howard, que se convertiría en el vigésimo conde de Arundel. Es por este matrimonio que Norfolk toma el nombre de «FitzAlan-Howard» y se instala en el castillo de Arundel. A pesar de que su lápida se encuentra en Framlingham, Mary FitzAlan fue enterrada en la iglesia de St. Clement Danes (Temple Bar, Londres), y más tarde (por deseo de su nieto) en Arundel.
Su hijo Felipe Howard (1557–1595) es venerado como santo en la Iglesia católica. Fue canonizado por el Papa Pablo VI en 1970, como uno de los Cuarenta Mártires de Inglaterra y Gales que murieron por su fe durante el reinado de la Reina Isabel de Inglaterra. En la localidad de Arundel (Sussex Occidental) existe una catedral dedicada a este santo con el nombre  Iglesia Catedral de Nuestra Señora y San Felipe Howard.

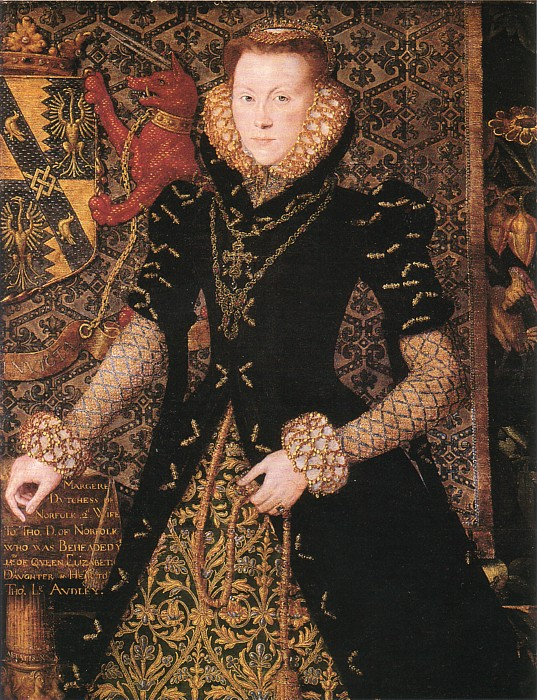
Margaret Audley, segunda esposa de Thomas Howard, retratada por Hans Eworth en 1562.

### Segundo matrimonio
Norfolk se casó a continuación con Margaret Audley, viuda de Sir Henry Stanley e hija de Thomas Audley, primer barón Audley de Walden.
Margaret tuvo con Norfolk dos niños y dos niñas. Tanto su lápida como la de Mary FitzAlan se encuentran en la iglesia de San Miguel Arcángel, Framlingham.

### Tercer matrimonio
Tras la muerte de Margaret, Norfolk se casó con Elizabeth Leyburne, viuda de Thomas Dacre, cuarto barón Dacre de Gillesland.

### Hijos
Los tres hijos varones que Norfolk tuvo con sus otras dos esposas, Phillip (San Felipe Howard), Thomas y William, se casaron, respectivamente, con Anne, Marie y Elizabeth Dacre. Las hermanas Dacre eran las hijas de Elizabeth Leyburne con Thomas Dacre y eran, por lo tanto, hermanastras de los hijos de Norfolk.

### Nuevo intento de matrimonio, conspiraciones y muerte
La reina Isabel I de Inglaterra encarceló a Norfolk en 1569 por su tentativa de matrimonio con María I Estuardo, reina de Escocia.
Tras su puesta en libertad, participó en la conspiración de Ridolfi con el rey Felipe II de España, para poner a María en el trono inglés y restaurar el catolicismo en Inglaterra, aunque algunas personas ponen en duda su participación en dicho complot.[cita requerida] Fue enjuiciado y ejecutado por traición en Tower Hill en 1572 y enterrado en San Pedro ad Vincula, en la Torre de Londres.
Norfolk perdió sus tierras y sus títulos, si bien gran parte de sus propiedades les fueron devueltas a sus hijos. El título de duque de Norfolk fue devuelto, cuatro generaciones después, a Thomas Howard, V duque de Norfolk y el título de Conde de Arundel pasó a su nieto Thomas, hijo de San Felipe Howard y actualmente es el título de nobleza más antiguo existente con la dignidad de par de Inglaterra.

## En cine y literatura
- Thomas Howard aparece en las novelas de Philippa Gregory The Virgin's Lover y The Other Queen.
- También aparece en la película de 1998 Elizabeth, interpretado por Christopher Eccleston, y en la miniserie de la BBC The Virgin Queen, interpretado por Kevin McKidd.
- En el cine aparece como "Southampton", en la película "anonymous", 2011.
- En teatro Norfolk es uno de los consejeros de la reina Isabel en la obra Contradanza de Francisco Ors.

## Antepasados
|  |                                                          |  |  |  |  |  |  |  |  |  |  |  |  |  |  |  |
|  | 16. John Howard, Duque de Norfolk                        |  |  |  |  |  |  |  |  |  |  |  |  |  |  |  |
|  |                                                          |  |  |  |  |  |  |  |  |  |  |  |  |  |  |  |
|  |                                                          |  |  |  |  |  |  |  |  |  |  |  |  |  |  |  |
|  | 8. Thomas Howard, Duque de Norfolk                       |  |  |  |  |  |  |  |  |  |  |  |  |  |  |  |
|  |                                                          |  |  |  |  |  |  |  |  |  |  |  |  |  |  |  |
|  |                                                          |  |  |  |  |  |  |  |  |  |  |  |  |  |  |  |
|  | 17. Katherine de Moleyns                                 |  |  |  |  |  |  |  |  |  |  |  |  |  |  |  |
|  |                                                          |  |  |  |  |  |  |  |  |  |  |  |  |  |  |  |
|  |                                                          |  |  |  |  |  |  |  |  |  |  |  |  |  |  |  |
|  | 4. Thomas Howard, Duque de Norfolk                       |  |  |  |  |  |  |  |  |  |  |  |  |  |  |  |
|  |                                                          |  |  |  |  |  |  |  |  |  |  |  |  |  |  |  |
|  |                                                          |  |  |  |  |  |  |  |  |  |  |  |  |  |  |  |
|  | 18. Sir Frederick Tilney                                 |  |  |  |  |  |  |  |  |  |  |  |  |  |  |  |
|  |                                                          |  |  |  |  |  |  |  |  |  |  |  |  |  |  |  |
|  |                                                          |  |  |  |  |  |  |  |  |  |  |  |  |  |  |  |
|  | 9. Elizabeth Tilney, condesa de Surrey                   |  |  |  |  |  |  |  |  |  |  |  |  |  |  |  |
|  |                                                          |  |  |  |  |  |  |  |  |  |  |  |  |  |  |  |
|  |                                                          |  |  |  |  |  |  |  |  |  |  |  |  |  |  |  |
|  | 19. Elizabeth Cheney                                     |  |  |  |  |  |  |  |  |  |  |  |  |  |  |  |
|  |                                                          |  |  |  |  |  |  |  |  |  |  |  |  |  |  |  |
|  |                                                          |  |  |  |  |  |  |  |  |  |  |  |  |  |  |  |
|  | 2. Henry Howard, Conde de Surrey                         |  |  |  |  |  |  |  |  |  |  |  |  |  |  |  |
|  |                                                          |  |  |  |  |  |  |  |  |  |  |  |  |  |  |  |
|  |                                                          |  |  |  |  |  |  |  |  |  |  |  |  |  |  |  |
|  | 20. Henry Stafford, II duque de Buckingham               |  |  |  |  |  |  |  |  |  |  |  |  |  |  |  |
|  |                                                          |  |  |  |  |  |  |  |  |  |  |  |  |  |  |  |
|  |                                                          |  |  |  |  |  |  |  |  |  |  |  |  |  |  |  |
|  | 10. Edward Stafford, III duque de Buckingham             |  |  |  |  |  |  |  |  |  |  |  |  |  |  |  |
|  |                                                          |  |  |  |  |  |  |  |  |  |  |  |  |  |  |  |
|  |                                                          |  |  |  |  |  |  |  |  |  |  |  |  |  |  |  |
|  | 21. Catherine Woodville, duquesa de Buckingham y Bedford |  |  |  |  |  |  |  |  |  |  |  |  |  |  |  |
|  |                                                          |  |  |  |  |  |  |  |  |  |  |  |  |  |  |  |
|  |                                                          |  |  |  |  |  |  |  |  |  |  |  |  |  |  |  |
|  | 5. Elizabeth Howard, Duquesa de Norfolk                  |  |  |  |  |  |  |  |  |  |  |  |  |  |  |  |
|  |                                                          |  |  |  |  |  |  |  |  |  |  |  |  |  |  |  |
|  |                                                          |  |  |  |  |  |  |  |  |  |  |  |  |  |  |  |
|  | 22. Henry Percy, Conde de Northumberland                 |  |  |  |  |  |  |  |  |  |  |  |  |  |  |  |
|  |                                                          |  |  |  |  |  |  |  |  |  |  |  |  |  |  |  |
|  |                                                          |  |  |  |  |  |  |  |  |  |  |  |  |  |  |  |
|  | 11. Eleanor Percy, duquesa de Buckingham                 |  |  |  |  |  |  |  |  |  |  |  |  |  |  |  |
|  |                                                          |  |  |  |  |  |  |  |  |  |  |  |  |  |  |  |
|  |                                                          |  |  |  |  |  |  |  |  |  |  |  |  |  |  |  |
|  | 23. Maud Herbert, Condesa de Northumberland              |  |  |  |  |  |  |  |  |  |  |  |  |  |  |  |
|  |                                                          |  |  |  |  |  |  |  |  |  |  |  |  |  |  |  |
|  |                                                          |  |  |  |  |  |  |  |  |  |  |  |  |  |  |  |
|  | 1. Thomas Howard, Duque de Norfolk                       |  |  |  |  |  |  |  |  |  |  |  |  |  |  |  |
|  |                                                          |  |  |  |  |  |  |  |  |  |  |  |  |  |  |  |
|  |                                                          |  |  |  |  |  |  |  |  |  |  |  |  |  |  |  |
|  | 24. Robert de Vere                                       |  |  |  |  |  |  |  |  |  |  |  |  |  |  |  |
|  |                                                          |  |  |  |  |  |  |  |  |  |  |  |  |  |  |  |
|  |                                                          |  |  |  |  |  |  |  |  |  |  |  |  |  |  |  |
|  | 12. John de Vere                                         |  |  |  |  |  |  |  |  |  |  |  |  |  |  |  |
|  |                                                          |  |  |  |  |  |  |  |  |  |  |  |  |  |  |  |
|  |                                                          |  |  |  |  |  |  |  |  |  |  |  |  |  |  |  |
|  | 25. Joan Courtenay                                       |  |  |  |  |  |  |  |  |  |  |  |  |  |  |  |
|  |                                                          |  |  |  |  |  |  |  |  |  |  |  |  |  |  |  |
|  |                                                          |  |  |  |  |  |  |  |  |  |  |  |  |  |  |  |
|  | 6. John de Vere, Conde de Oxford                         |  |  |  |  |  |  |  |  |  |  |  |  |  |  |  |
|  |                                                          |  |  |  |  |  |  |  |  |  |  |  |  |  |  |  |
|  |                                                          |  |  |  |  |  |  |  |  |  |  |  |  |  |  |  |
|  | 13. Alice Kirlington                                     |  |  |  |  |  |  |  |  |  |  |  |  |  |  |  |
|  |                                                          |  |  |  |  |  |  |  |  |  |  |  |  |  |  |  |
|  |                                                          |  |  |  |  |  |  |  |  |  |  |  |  |  |  |  |
|  | 3. Frances Howard, Condesa de Surrey                     |  |  |  |  |  |  |  |  |  |  |  |  |  |  |  |
|  |                                                          |  |  |  |  |  |  |  |  |  |  |  |  |  |  |  |
|  |                                                          |  |  |  |  |  |  |  |  |  |  |  |  |  |  |  |
|  | 14. Edward Trussel                                       |  |  |  |  |  |  |  |  |  |  |  |  |  |  |  |
|  |                                                          |  |  |  |  |  |  |  |  |  |  |  |  |  |  |  |
|  |                                                          |  |  |  |  |  |  |  |  |  |  |  |  |  |  |  |
|  | 7. Elizabeth de Vere, Condesa de Oxford                  |  |  |  |  |  |  |  |  |  |  |  |  |  |  |  |
|  |                                                          |  |  |  |  |  |  |  |  |  |  |  |  |  |  |  |
|  |                                                          |  |  |  |  |  |  |  |  |  |  |  |  |  |  |  |
|  | 15. Margaret Dun                                         |  |  |  |  |  |  |  |  |  |  |  |  |  |  |  |
|  |                                                          |  |  |  |  |  |  |  |  |  |  |  |  |  |  |  |
|  |                                                          |  |  |  |  |  |  |  |  |  |  |  |  |  |  |  |